# C-T-R

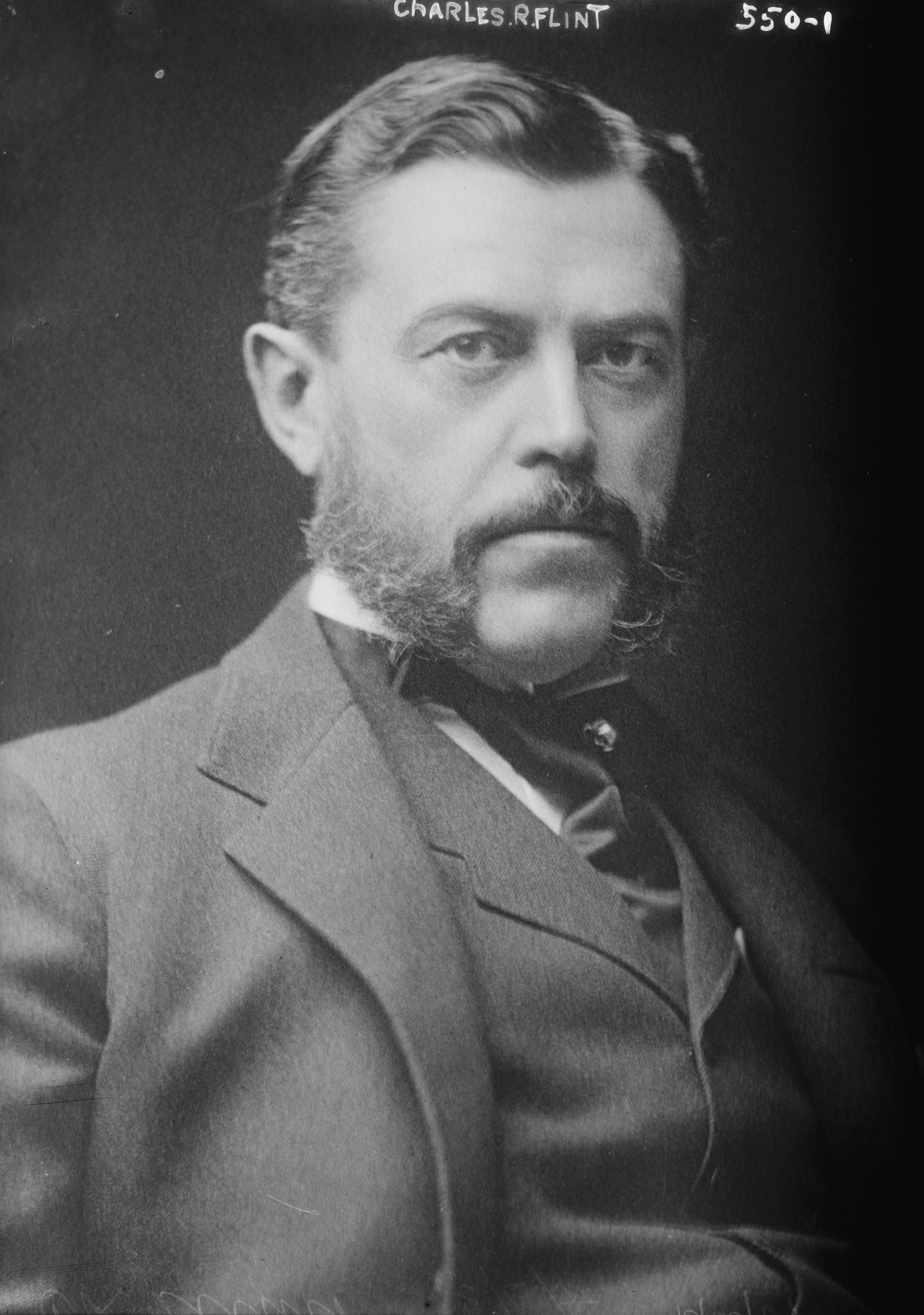
チャールズ・フリントはUSラバー社の合併も手掛けていた。

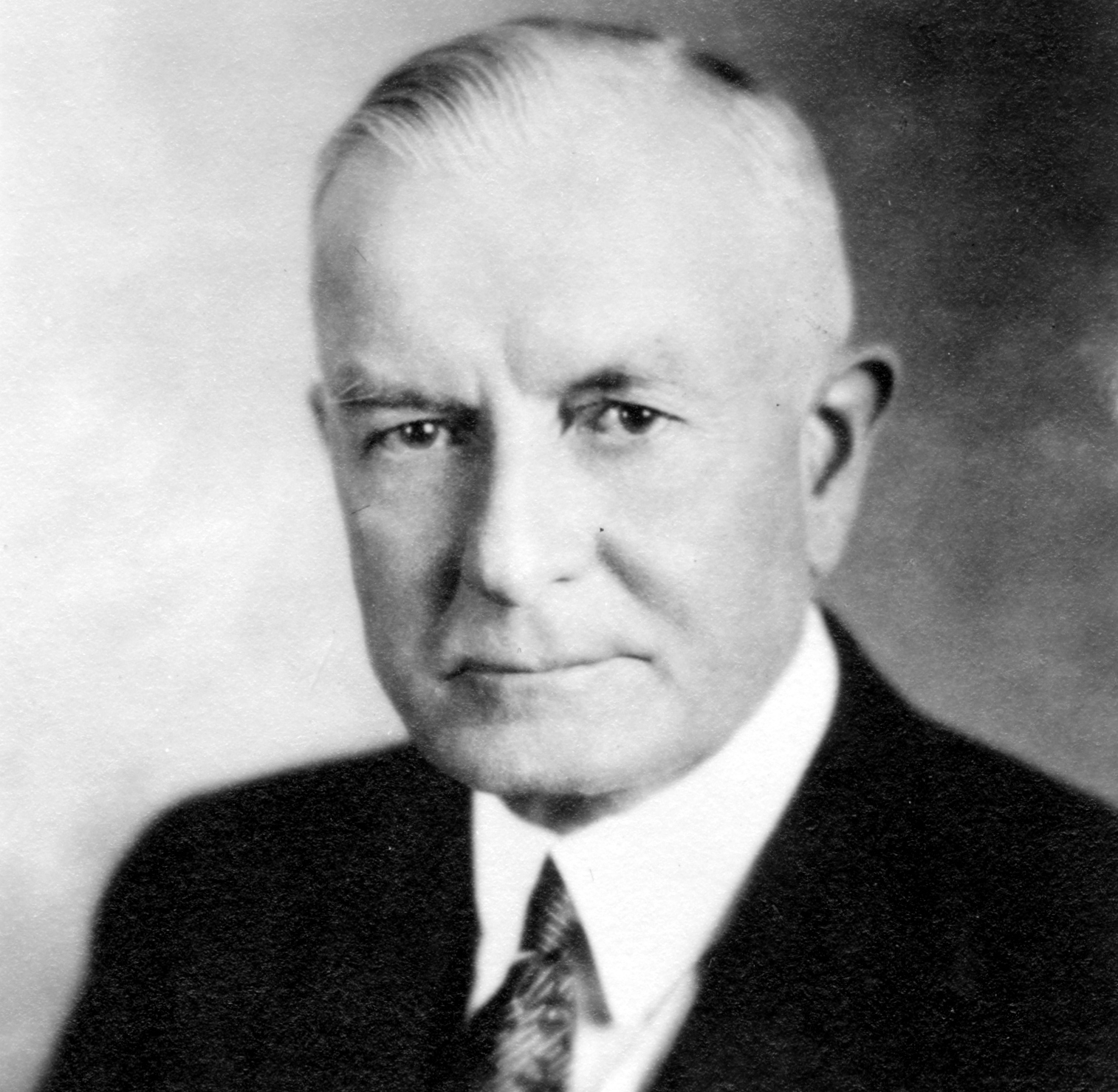
トーマス・J・ワトソン

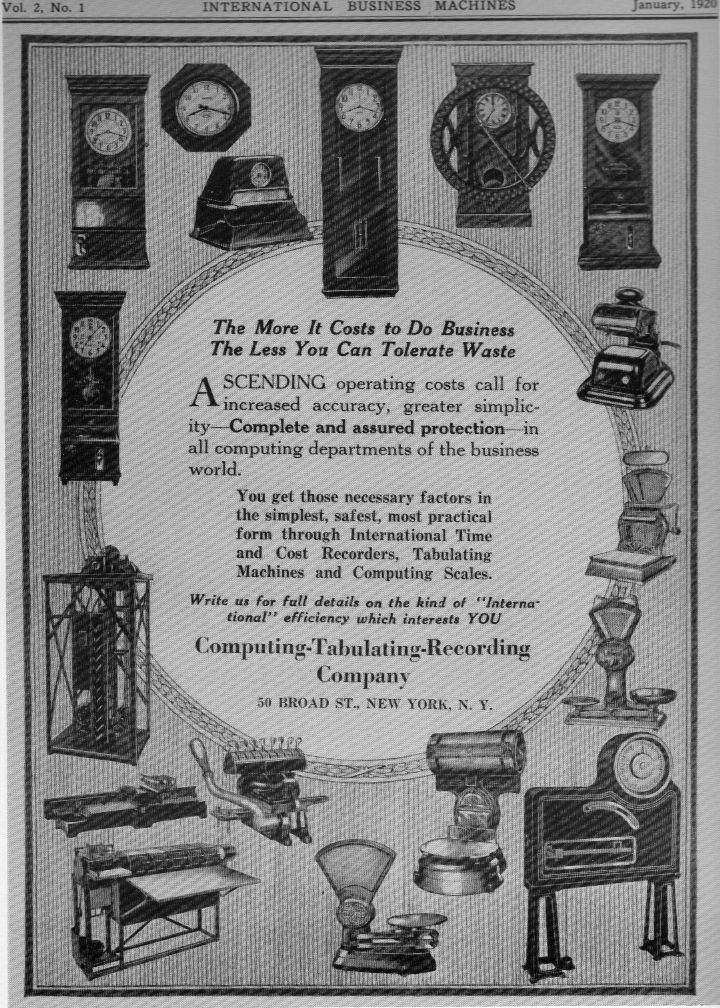
1920年1月のセールス・カタログで、タイムレコーダー、計量器、作表機などがある。

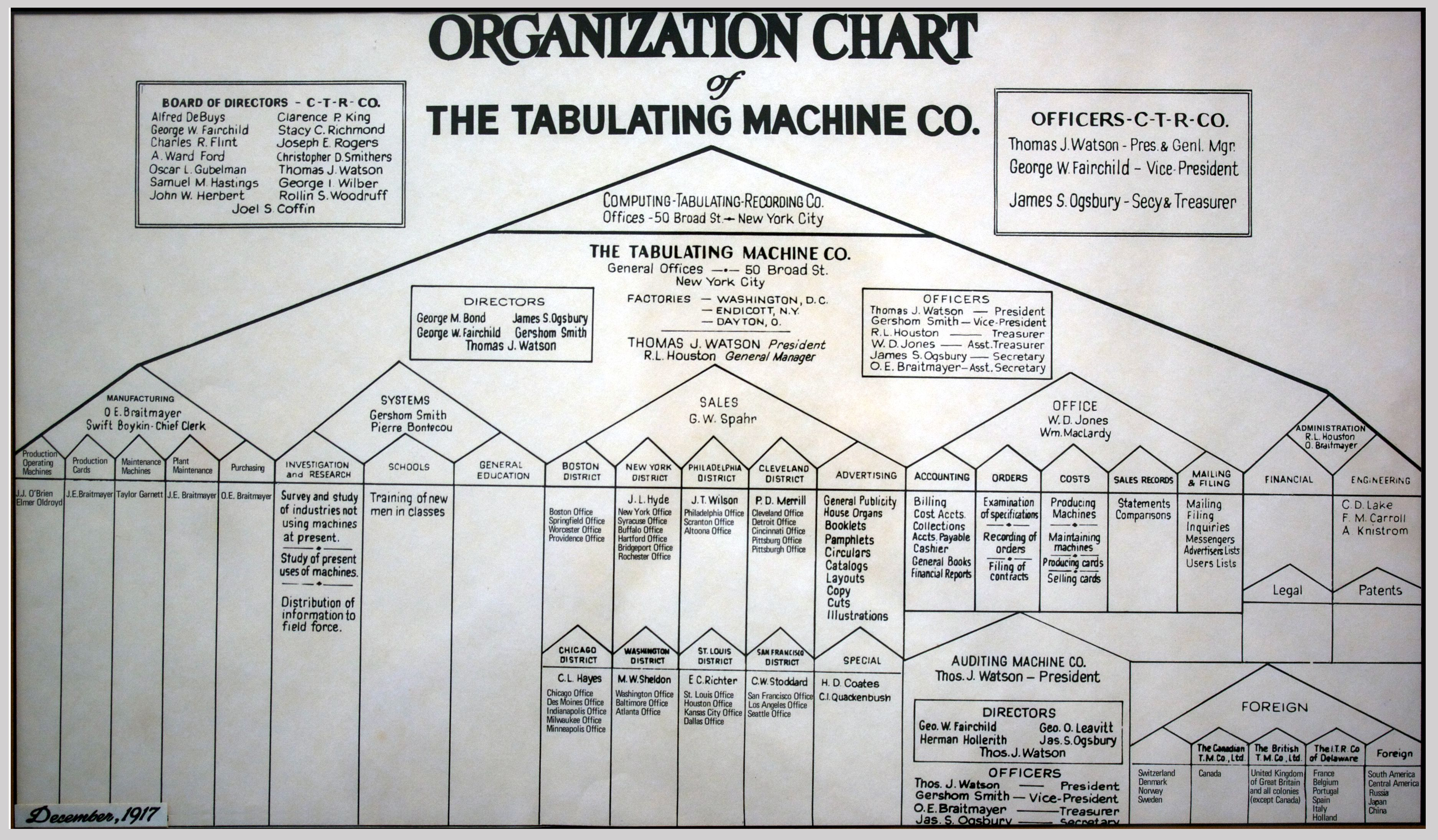
1917年の組織図。こうした５つの機能別組織図はトマス・ワトソンがNCRでジョン・パターソン社長から学んだもので、C-T-Rへもたらしたいくつかのひとつである。

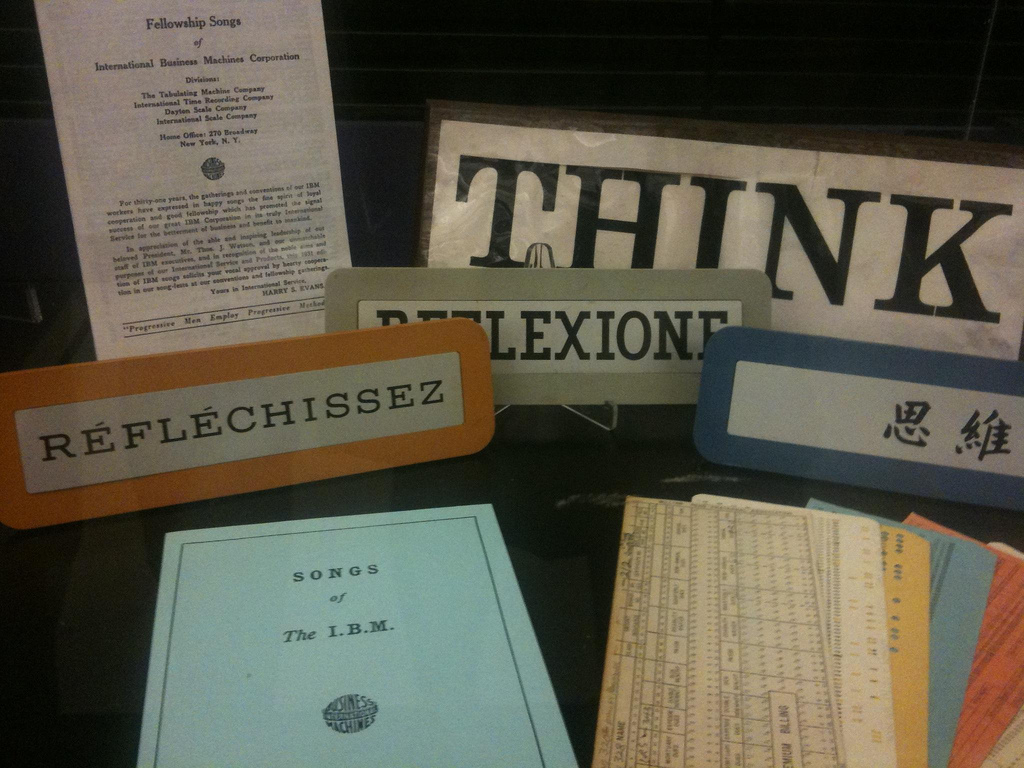
「IBM歌集」と「Think」を各国語でも

C-T-R社（シーティーアールしゃ、英語: Computing-Tabulating-Recording Company、略称：C-T-R）は1911年にタイムレコーダー、計量器、作表機、などのメーカー子会社が合同して作られた持株会社で、後にIBMに発展した。

## 概要
1911年に、財政家で著名な「信託の父」と呼ばれたチャールズ・R・フリントが次の4つの会社
- Bundy Manufacturing Company
- International Time Recording Company
- Tabulating Machine Company
- Computing Scale Company of America

を傘下に持つ持株会社、C-T-R社（Computing-Tabulating-Recording Company）を創設した。
C-T-Rの本社はニューヨーク州エンディコットにあった。持ち株会社傘下は全体で1,300人の従業員がおり、タイムカード機、計量器、自動肉スライサー、パンチカード機器などの幅広い製品を製造していた。 
持ち株会社のCEOはジョージ・フェアチャイルド（George Winthrop Fairchild）が勤め、1912年から1930年まではフランク・キャンドルフ（Frank N. Kandolf）であった。パンチカードの生みの親であるハーマン・ホレリスは当時51歳で、技術顧問としてC-T-R社の取締役会の一員であった。
1914年、後にC-T-R社の後身のIBMのCEOとして大きな影響を与えるトーマス・J・ワトソンが、NCRで中古製品のリース会社を意図的に廃業させるようにした件で独占禁止法により訴えられて、会社を辞めて移ってきた。彼は始め目立つような行動は慎んで、ゼネラル・マネージャーのタイトルで特にセールスのモラルを挙げることに専念し、社是の「Think」もこのころ編み出した。11か月後の1915年には独占禁止法の件は一応終わり、彼はタビュレーティングマシン会社の社長となった。
C-T-R社は1924年にInternational Business Machines（略称：IBM）に名前を変更した。その後も、もともとの4つの子会社はそれぞれそれまで確立された名前を使用して運営を続けたが。1933年には持株会社が廃止されて、個々の企業の事業が統合された。

## 合同した4社

### Bundy Manufacturing Company
最初のタイムレコーダーは1888年11月20日にニューヨーク州オーバーンの宝石商ウィラード・バンディ（Willard Bundy）が発明した。1年後、兄のハーロー・バンディ（Harlow Bundy）がバンディ・マニュファクチャリング社を設立して、タイムレコーダーの大量生産を開始した。
1900年、バンディ・マニュファクチャリング社は、タイムレコーディング事業を新しい会社であるインターナショナル・タイムレコーディング社に売却した。バンディ・マニュファクチャリングは計算機械を製造し続けた。
1906年、ハーロー・バンディはニューヨーク州エンディコットにある新しい3階建てレンガ造りの建物に事業を移した。

### International Time Recording Company
1894年、ニューヨーク州ロチェスターのJ. L.ウィラード（J. L. Willard）とF. A.フリック（F. A. Frick）は、世界で初めてのカード式タイムレコーダー会社として、ウィラード＆フリック・マニュファクチャリング社を設立した。
1900年、バンディ・マニュファクチャリング社の投資部長家兼取締役であるジョージ・フェアチャイルド（George W. Fairchild）は、ニュージャージー州ジャージーシティでインターナショナル・タイム・レコーディング社（略称：ITR）を設立し、バンディのタイムレコード・ビジネスへウィラード＆フリックを統合した。1901年、同社はニューヨーク州ビンガムトンに再設立された。同年、世界で最初の署名型タイムレコーダー会社であり、鍵、カード、署名型従業員タイムレコーダーのメーカーであるシカゴ・タイム・レジスター社（Chicago Time-Register Co.）を買収した。
1906年、ITRはニューヨーク州エンディコットに移転し、バンディ・マニュファクチャリング社の新しい建物の隣に大きな工場を建設した。C-T-Rへ合同前は、ハーロー・バンディはITRの財務部長とゼネラル・マネージャーであった。[18]
最初のダイヤル式タイムレコーダーは1888年にアレクサンダー・デイ博士（Dr. Alexander Dey）が発明し、1907年にITRはデルレイ・レジスター社（Del Ray Register Company）を買収した。1908年、ITRはダイヤル式レコーダーのメーカーであるシラキューズ・タイム・レコーディング社（Syracuse Time Recorder Company）を買収した。
ITRの1935年カタログには、工業用タイムクロック、録音クロック、プログラムクロックから装飾用の店頭クロックまで、さまざまなクロックがリストされている。また、シリーズ970インターコム電話システムもリストされている。1907ごろ以来、ITRは従業員と顧客向けの雑誌「Time」を発行していたが、1935年にIBMは名称を「Think」へ変更した。

### Tabulating Machine Company

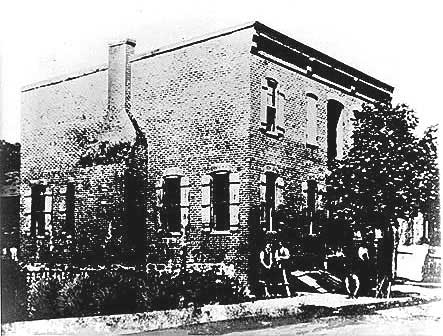
ホレリスの最初の工場（1893年）

ハーマン・ホレリスは当初、パンチカードデータ処理装置に特化したホレリス・エレクトリック・タビュレーティング・システムとして彼自身の名前で事業を行っていた。1896年に彼はTabulating Machine Companyとして法人化し、1905年にはTabulating Machine Companyとして再法人化した。1884年に最初に申請されたホレリスの集計機械技術に関する一連の特許は、1879年から82年にかけて米国国勢調査局での仕事に基づいていた。1886年のパンチカードの開発は、データ入力の集計と計算のその後80年間の業界標準となった。
1896年、Tabulating Machine Companyはいくつかの機械を鉄道会社にリースしたしかし、その頃の最大の統計上のプロジェクトである1900年の国勢調査の課題にすぐに焦点を当てた。政府の契約を勝ち取り、プロジェクトを完了した後には、ホレリスは国勢調査以外の年にはどのようにして会社を維持するという課題に直面した。彼はターゲットを米国および海外の民間企業に戻し、半自動のキーパンチ、作表、分類機の産業用途を開拓しようとした。フリントは1911年に230万ドル（ホレリスは (120万ドルを取得）で事業を買収した。

### Computing Scale Company of America
この会社は1901年に組織された持株会社で、子会社としてComputing Scale Company（オハイオ州デイトン）、Moneyweight Scale Company（イリノイ州シカゴ）、 W.F. Simpson Company（ミシガン州デトロイト）、Stimpson Computing Scale Company（インディアナ州エルクハート）を傘下に置いた。1891年、デイトンの2人のビジネスマン、エドワード・キャンビーとオレンジ・オジアスが新しく開発されたコンピューティング・スケール（電子秤）の特許を購入し、商業用スケールの生産のためにこの持株会社を設立したのであった。

## 合同
当時有名な財政家のチャールズ・R・フリントは4社を新しいC-T-R持株会社に合同した。C-T-Rは流動資産の3倍である650万ドルの社債を抱えており、そのうち400万ドルをギャランティー信託会社（Guaranty Trust）から借り入れていた。フリントはそれに1750万ドルの価値を割り当てたが、その有形資産は合計100万ドルまでしか組み入れなかった。 フリントは、さまざまな製造業者が類似の製品を違った製品で製造しており、合同で一方の景気が悪い時に他方がそれを補うことになるだろうと、信じていた。
C-T-Rの1911年の株式目論見書は、1910年5月1日から1911年4月30日までの4社の950,000ドルの純利益を報告していた。

## 組織とリーダーシップ
C-T-R傘下に入った4つの企業は1,300人の従業員があり、オフィスと工場はニューヨーク州のエンディコットとビンガムトン、オハイオ州デイトン、ミシガン州デトロイト、ワシントンD.C.、オンタリオ州トロントにあって、持ち株会社のC-T-Rはエンディコットにあった。会長はジョージ・ウィンスロップ・フェアチャイルドであり、1906年以来アメリカ合衆国議会下院の議員であったが、経営に積極的に参加することは期待されていなかった。しかし、最初の社長がわずか1か月で辞任したとき、フェアチャイルドが引き継いで、1912年までC-T-Rを率いた。1912年からはインターナショナル・タイムレコーディング子会社の前CEOであるフランク・N・フリントがC-T-Rへ来て、1930年に引退するまでC-T-R（および後のIBM）のCEOであった。51歳のハーマン・ホレリスは、C-T-Rの取り締まり会に参加し、10年後に退職するまで顧問エンジニアを務めた。

### ワトソンの初期の時代
トーマス・J・ワトソン・シニアは、他の29人のNCR職員とともに、1913年に、中古NCRキャッシュレジスターの売業者を廃業に追い込む作戦計画・実行における役割について、さまざまな反トラスト法違反で有罪判決を受けた（NCR#拡大期を参照）。ワトソン自身が書き残していたものが、彼に対する証拠として使用されたので、ワトソンにその後書き物をほとんど残さないという教訓を得た。1914年、NCRから解雇され、将来を脅かす禁固刑を心配して、トーマス・J・ワトソンは、NCRと似た仕事を見つけるための援助を求めて、主要な投資家であるフリントに連絡した。自身が明らかに危険な状況にもかかわらず、彼は自分が望んでいた仕事のタイプに関してまだ非常に明確であって、彼はすでにいくつかの申し出を断っていた。彼はビジネスを自分で管理し、利益の一部を獲得できることを望んでいた。フリントは彼にC-T-Rでの仕事を提供した。
前述のように、フリントは彼が信頼する偉大な推進者であり、おそらくワトソンの差し迫った刑期刑についてはあまり心配していなかった。 C-T-R取締役会の他のメンバーは楽観的ではなく、彼が刑務所にいる間に誰が会社を経営するか尋ねた。その結果、彼らは彼にゼネラルマネージャーの称号を与えただけであった。ワトソンがC-T-Rに11か月滞在した後、控訴裁判所は再審を命じた。彼は同意判決への署名を拒否したが、新しい裁判は決して行われず、C-T-R取締役員会によって社長の地位に正式に昇進した。ワトソンがNCRからC-T-Rにもたらした多くのものの中に、彼自身がNCRで作った「Think」のモットーがあった。

## ワトソンの作戦
NCRでの過去の記録と彼のその後のIBMに対する巨大な影響を考慮すると、驚くことに、ワトソンは1924年にジョージ・フェアチャイルドが亡くなって彼が主役になるまでの最初の十年間は、目立たないように慎重に行動していた。この時期、彼は様々な決定を、フリント、フェアチャイルド、ホレリスに仰いでいた。
その間、彼は士気の高くなくて監督も不十分だったセールスマン400人を、親身にめんどうをみた。彼が公言した目的は、NCRで鍛えたような優秀な販売員を作ること、競合他社よりも優れた高度な機械を製造することであった。一連の小会議を通して、彼は営業チームに「競争力のある提案」をするように教育した。アグレッシブなセールス方法にもかかわらず、始まりから、販売テクニックと同時に、ビジネスの倫理と哲学に重点を置いた。特に、彼は誠実さ、信頼、忠誠心を強調して、「不公平な競争」と見なされる可能性のあることは何もせず、「誠実で公平かつ正統な方法」で行動するべきだとした。従業員の士気を向上させ維持するために、音楽イベントを導入し、IBMの歌をさえ歌わせた。
次の四半世紀のC-T-RとIBMを動機づけた、もうひとつの哲学も明らかになった。それは会社のモットーは「サービスを販売し、提供する」こと（”IBM Means Service.”）であった。C-T-Rの目的は、顧客を真に援助することであるとした。販売が行われた時には、双方が先に進むのだと、ワトソンは強く信じていた。

## 組織の変遷
C-T-Rは、次の3つのおもなビジネスのある会社になっていた。
- 計算機付き秤：ワトソンは最も興味がなく、この分野（Dayton Scale）は1933年にホバート製造社（Hobart Manufacturing）へ売却した。売却後黒字になったので、ワトソンの後悔することになる[23]。
- タイムレコーディング：最初は主な収入源であり、ワトソンはビジネスの多様化の手段として使用したが、いずれも大成功にはならなかった。
- タビュレーティング・ビシネス：おそらくワトソンがNCRの経験に最も近いために、最も興味のある集計機器ビジネス。これは彼が多くの注意を向けたものであり、実際これは1930年代初頭までにC-T-Rの最大のビジネスとなった。

1920年代、ワトソンはまだフェアチャイルドの下で働いていたが、大きな成長を達成することに焦点を合わせた。収益は、彼が引き継いだ1914年の420万ドルから、1920年には1,600万ドルのピークに達した。しかし、これは不安定な現金不足をもたらした。1921年、売上は1,060万ドルに落ち、ワトソンはキャッシュフローの危機に直面した。もう一度C-T-Rはギャランティー信託会社（Guaranty Trust）によって資金提供を受けて救助された。ワトソンは研究開発の削減や従業員のレイオフなどで、全面的なコスト削減を余儀なくされたので、その後彼は再び自分の現金不足がこれほどひどくならないようにした。そのため、彼は配当を低く抑え、高収益、慎重なコスト管理の方針を堅持して、非常に保守的な会計原則を採用した。
1890年の国勢調査から始まったホレリス機器は、信頼できる操作を保証するために必要なメンテナンスを提供できるように、C-T-Rのマシンをレンタルした。 機器の注文が枯渇している時期でも、収入が継続するため、機器のレンタルは本質的に安定しているという考えなど、他の利点を認識するようになった。これはそれほどはっきりしている訳ではないが、営業担当者はレンタルを失う可能性があることを認識し、顧客との定期的な連絡を維持することを余儀なくされ、1930年代になっても顧客関係が適切に管理することを保証した。このアプローチは、IBMの活動の中心となっていった。
その後、ワトソンは意図的に新製品の導入に遅れをとったが、研究を怠った訳ではない。競合他社が新製品を発売した後でも、市場が大規模な開発を要する時期に達するまで待っていた。ワトソンは適切な研究・開発の重要性を認識し、これを管理するために1922年にジェームズ・ブライス（James W. Bryce）に任せた（1915年に彼がいたタイムレコーディング部門から彼を引きぬいた）。しかし、特に厳格な基準で行うように彼の主張を通して、個人的にも研究・開発に関与し続けた。
「ワトソンはC-T-Rというようなハイフンで囲まれた不器用な社名を好きでなかった。」と伝えられている。それをより広い意味を持つ社名の「International Business Machines」に置き換える選択をした。最初は1917年のカナダ子会社の名前として使い、次に国内の広告に使った。例えば、1921年にMcClures誌（1921年5月、v53）は、下部に次を含む全ページ広告を載せている。
```
International Time Recording Company of New York

Subsidiary of

Computing-Tabulating-Recording Company, New York

Makers of

International Business Machines
```

ジョン・パターソン（John H. Patterson）は1922年に亡くなり、フェアチャイルドも1924年12月31日に亡くなった。1924年2月5日、ワトソンはニューヨーク証券取引所に「International Business Machines」（IBM）を上場変更申請書を提出し、名称C-T-Rは消えた。彼自身のイメージで会社を作り上げ、次の四半世紀の間、彼が75歳になるまで、新しいレベルの成功を収めた。彼は最初のクォーター・センチュリー・クラブ（社員の勤務25周年記念会）で新しい地位を祝った。C-T-Rは13年しか経っていなかったが、彼の地位は子会社での業績の資格に基づいてした。持株会社C-T-R自体は、ほとんどの子会社の業務がIBMに統合された後、1933年に消滅した。

## 日本との関係
日本でもパンチカードシステムは早くから注目されていて、1920年の国勢調査ではホレリス機に似せた機器が作られて試用された。その後1920～30年代には米国の「ホレリス機」（C-R-T機）、「パワーズ機」、「バロース機」などが主要企業に商社を通じて輸入されて使われてきた。C-T-R社がIBMに名称変更をした翌年の1925年には森村組がIBMの日本代理店権を獲得して輸入を続け、その後1937年には「日本ワットソン統計機械」が設立されている。第二次世界大戦中の凍結期と終戦直後の混乱期を経て、1950年に「日本ワットソン」は「日本インターナショナル・ビジネス・マシーンズ株式会社」に名称変更し、その後の日本IBMへと続いている。